# 1926 год в истории метрополитена
В этой статье перечисляются основные  события из истории метрополитенов в 1926 году. Полужирным шрифтом выделены открытия новых транспортных систем.

## События
- 11 апреля — открыты станции «Херманплац», «Ратхаус Нойкёльн», «Карл-Маркс-Штрассе» линии U7 Берлинского метрополитена[1].
- 14 апреля — на станции «Одеон» линии 4 Парижского метрополитена построена платформа для линии 10.
- 16 апреля — открыты станции «Пон-Нёф», «Шатле», «Пон-Мари» линии 7 Парижского метрополитена.
- 24 октября — открыт участок «Виттенбергплац» — «Ноллендорфплац» линии U3 и участок «Гляйсдрайек» — «Виттенбергплац» линии U1 Берлинского метрополитена[2][3].
- Станция «Комартен» линии 3 Парижского метрополитена переименована в «Гавр — Комартен».